# Hipoteza upośledzenia

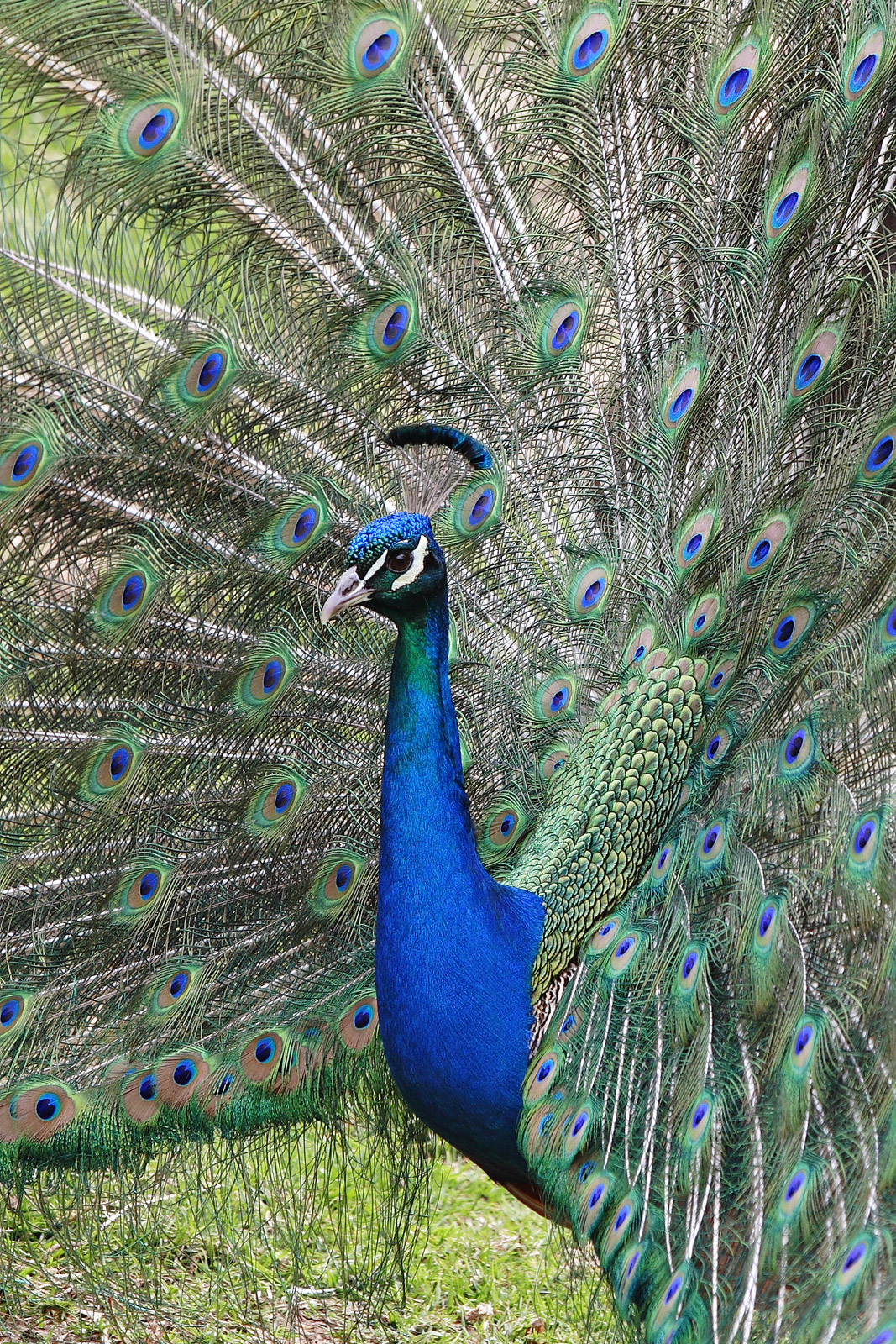
Ogon samców pawia jest obciążeniem, gdyż m.in. ułatwia schwytanie tych ptaków przez drapieżniki, ale jednocześnie większy ogon zwiększa szanse na sukces godowy.

Hipoteza upośledzenia, hipoteza handicapu – hipoteza zaproponowana w 1975 roku przez Amoca Zahawiego, która zakłada, że sygnały niosące informacje o wysokiej jakości biologicznej osobnika są wiarygodne dlatego, że w pewien sposób go upośledzają. Koszt takich sygnałów jest bowiem zbyt wysoki dla osobników nieuczciwie informujących o swojej jakości – dodatkowy „balast” powoduje, że tylko osobniki o wysokiej jakości genów mogą przeżyć, ponosząc jednocześnie ten wydatek. Pojawienie się danej cechy upośledzającej organizm i sygnalizującej przez to jego jakość uruchamia ewolucyjną presję na wzrost jej natężenia w kolejnych pokoleniach.
Samice ponoszą większy koszt reprodukcyjny i ich tempo rozrodu jest najczęściej wolniejsze niż samców, co sprawia, że to samce rywalizują między sobą o partnerkę. Ornamenty płciowe są dla samicy sygnałem o jakości organizmu samca. Upośledzający wpływ ornamentu płciowego na jakość zdrowotną osobnika wyjaśnia hipoteza upośledzenia immunologicznego (ang. immunocompetence handicap). Androgeny (np. testosteron) wpływają stymulująco na rozwój ornamentu płciowego (i w konsekwencji sukces rozrodczy samca), lecz wywierają zarazem niekorzystny wpływ na układ odpornościowy. Zatem jedynie osobniki o wysokiej jakości biologicznej są w stanie wytworzyć okazały, zależny od testosteronu ornament płciowy i ponieść koszty związane z tą immunosupresją. Wyniki badań weryfikujących tę hipotezę nie są jednoznaczne, jednak metaanaliza potwierdza słabą dodatnią korelację między stopniem rozwoju cechy fenotypowej służącej jako ornament płciowy a odpornością na pasożyty.
Niektóre krętorogie wykonują na widok drapieżników wysokie skoki (tzw. pronking). Takie zachowanie, wydawałoby się, nie daje im żadnych korzyści, jest stratą czasu, który można by wykorzystać na ucieczkę. Wyjaśnienie tego zjawiska umożliwia także hipoteza upośledzenia. Zwierzę to inwestuje niewielką ilość energii, by, popisując się, pokazać drapieżnikowi, że jest na tyle silnym osobnikiem, że potrafi z łatwością uniknąć schwytania, więc pościg za nim jest bezcelowy. Skok taki bowiem jest trudny do wykonania (do podrobienia) przez osobniki o słabszej jakości organizmu.
Hipoteza ta rozwijana była m.in. przez Richarda Dawkinsa, Alana Grafena, który stworzył dla niej model matematyczny i udowodnił, że jest to proces ewolucyjnie stabilny i Marion Petrie, która wykazała, że liczba oraz powierzchnia „pawich ok” jest związana odpowiednio z liczbą samic, z którą pawi samiec się parzy oraz z przeżywalnością jego potomstwa. Odnosząc się do tej hipotezy, Geoffrey Miller tłumaczy rozwój ludzkiego mózgu jako wyraźne upośledzenie, które rozwinęło się poprzez dobór płciowy.
Alternatywy do hipotezy upośledzenia stanowią hipoteza ucieczki Fishera, hipoteza kompatybilności i hipoteza o "stronniczości sensorycznej" (sensory bias).